# Bonsai (软件)
Bonsai是一个为大型编程项目设计的基于Web的CVS代码库浏览器。它最初是为填补Mozilla项目的需求而开发，允许众多开发人员编辑极大的代码库。

## 特性
除了其他功能，Bonsai还允许执行复杂的查询，以及近乎实时的签出更新到CVS服务器。Bonsai是以Mozilla Public License发布，因此属于自由软件。

## 历史
Bonsai由Terry Weissman创立。它最初以Tcl编写，之后被移植到Perl编程语言. 它仍然在使用Perl，除了一个MySQL服务器，可使用任何支持Perl的网络服务器（例如Apache）提供服务。